# 迈克尔·维克
迈克尔·维克（英語：Michael Vick，1980年6月26日—），美式足球四分卫，曾效力于国家橄榄球联盟的亚特兰大猎鹰队，费城老鹰队，纽约喷气机队以及匹兹堡钢人队。
维克原先在弗吉尼亚理工大学打球，2001年以状元秀身份被亚特兰大猎鹰队选中，他也成为了首位非洲裔的状元秀四分卫。之后六个赛季，他两度带领猎鹰队闯入季后赛，并成为联盟历史上跑阵码数最多的四分卫。
2007年4月维克因被指控运作非法斗狗而被判21个月监禁，2009年刑满出狱。之后他被费城老鹰队签下，重新回到NFL。2010年他成为了老鹰队的先发四分卫，带领球队成为国联东区冠军、进入季后赛，同时还被评为2010赛季NFL年度最佳东山再起球员，并第四度入选明星碗。2013年因伤病表现下滑被裁掉，后于2014,2015于纽约喷气机与匹兹堡钢人队担任替补并各首发三场。2016年2月3日维克宣布退役。